# Danh sách ngân hàng bị mua lại hoặc phá sản trong khủng hoảng tài chính cuối thập niên 2000

## Bị mua lại
| Ngày tuyên bố                  | Tổ chức bị mua                               | Tổ chức mua lại | Loại hình của tổ chức bị mua         | Giá trị (USD, EUR và GBP)      | Tham khảo         |
| ------------------------------ | -------------------------------------------- | --- | ------------------------------------ | ------------------------------ | ----------------- |
| 22 tháng 2 năm 2008            | Northern Rock                                | Chính phủ Anh | ngân hàng bán lẻ và cho vay thế chấp |                                | [ 1 ]             |
| 1 tháng 4 năm 2008             | Bear Stearns, New York City                  | JPMorgan Chase, New York City                                                                                          | ngân hàng đầu tư                     | $2.200.000.000                 | [ 2 ]             |
| 7 tháng 6 năm 2008             | Catholic Building Society                    | Chelsea Building Society                                                                                               | quỹ góp vốn mua nhà                  | £51.000.000                    | [ 3 ]             |
| 1 tháng 7 năm 2008             | Countrywide Financial, Calabasas, California | Bank of America, Charlotte, Bắc Carolina                                                                               | cho vay thế chấp thứ cấp             | $4.000.000.000                 | [ 4 ]             |
| 14 tháng 7 năm 2008            | Alliance & Leicester                         | Banco Santander SA | ngân hàng bán lẻ và cho vay thế chấp | £1.260.000.000                 | [ 5 ]             |
| 26 tháng 8 năm 2008            | Roskilde Bank                                | Danmarks Nationalbank (ngân hàng trung ương của Đan Mạch)                                                              | ngân hàng bán lẻ                     | $896.800.000 (kr4.500.000.000) | [ 6 ]             |
| 7 tháng 9 năm 2008             | Fannie Mae và Freddie Mac                    | Federal Housing Finance Agency                                                                                         | cho vay thế chấp thứ cấp             |                                | [ 7 ] [ 8 ] [ 9 ] |
| 8 tháng 9 năm 2008             | Derbyshire Building Society                  | Nationwide Building Society                                                                                            | góp vốn mua nhà                      | £7.100.000.000                 | [ 10 ]            |
| 8 tháng 9 năm 2008             | Cheshire Building Society                    | Nationwide Building Society                                                                                            | góp vốn mua nhà                      | £4.900.000.000                 | [ 11 ]            |
| 14 tháng 9 năm 2008            | Merrill Lynch, New York City                 | Bank of America, Charlotte, North Carolina                                                                             | ngân hàng đầu tư                     | $44.000.000.000                | [ 12 ]            |
| 16 tháng 9 năm 2008 - Presumed | American International Group, New York City  | Chính phủ Hoa KỳA | công ty bảo hiểm                     | $182.000.000.000               | [ 13 ]            |
| 17 tháng 9 năm 2008 -          | Lehman Brothers, New York City B             | Barclays plc | ngân hàng đầu tư                     | $1.300.000.000                 | [ 14 ]            |
| 18 tháng 9 năm 2008            | HBOS                                         | Lloyds TSB | dịch vụ tài chính tổng hợp           | $21.850.000.000                | [ 15 ]            |
| 26 tháng 9 năm 2008            | Washington Mutual, Seattle, Washington       | JPMorgan Chase, New York City                                                                                          | quỹ tín dụng                         | $1.900.000.000                 | [ 16 ]            |
| 26 tháng 9 năm 2008            | Lehman BrothersC                             | Nomura Holdings | ngân hàng đầu tư                     | $2                             | [ 17 ]            |
| 28 tháng 9 năm 2008            | Bradford & BingleyD                          | Chính phủ Anh (phần tài sản thế chấp) Banco Santander SA (phần các tài khoản tiết kiệm)                                | dịch vụ tài chính tổng hợp           | £21.100.000.000                | [ 18 ]            |
| 28 tháng 9 năm 2008            | Fortis                                       | Chính phủ Hà Lan (phần các tài sản của Hà Lan bao gồm cả ABN AMRO) BNP Paribas (phần các tài sản của Bỉ và Luxembourg) | dịch vụ tài chính tổng hợp           | €11,200,000,000                | [ 19 ]            |
| 30 tháng 9 năm 2008            | Dexia                                        | Các chính phủ Bỉ, Pháp và Luxembourg                                                                                   | tài chính công và ngân hàng bán lẻ   |                                | [ 20 ]            |
| 3 tháng 10 năm 2008            | Wachovia, Charlotte, Bắc Carolina            | Wells Fargo, San Francisco, California F                                                                               | ngân hàng bán lẻ và đầu tư           | $15.000.000.000                | [ 21 ]            |
| 7 tháng 10 năm 2008            | Landsbanki                                   | Cơ quan Giám sát Tài chính Iceland                                                                                     | ngân hàng thương mại                 |                                | [ 22 ] [ 23 ]     |
| 8 tháng 10 năm 2008            | Glitnir                                      | Cơ quan Giám sát Tài chính Iceland                                                                                     | ngân hàng thương mại                 |                                | [ 24 ] [ 25 ]     |
| 9 tháng 10 năm 2008            | Kaupthing Bank                               | Cơ quan Giám sát Tài chính Iceland                                                                                     | ngân hàng thương mại                 |                                | [ 26 ] [ 27 ]     |
| 9 tháng 10 năm 2008            | BankWest (subsidiary of HBOS)                | Commonwealth Bank of Australia                                                                                         | ngân hàng                            | £1.200.000.000                 | [ 28 ]            |
| 13 tháng 10 năm 2008           | Sovereign Bank, Wyomissing, Pennsylvania     | Banco Santander SA | ngân hàng                            | $1.900.000.000                 | [ 29 ]            |
| 22 tháng 10 năm 2008           | Barnsley Building Society                    | Yorkshire Building Society                                                                                             | góp vốn mua nhà                      | £376.000.000                   | [ 30 ]            |
| 24 tháng 10 năm 2008           | National City Bank, Cleveland, Ohio          | PNC Financial Services, Pittsburgh, Pennsylvania                                                                       | ngân hàng                            | $5.580.000.000                 | [ 31 ]            |
| 24 tháng 10 năm 2008           | Commerce Bancorp, Cherry Hill, New Jersey    | Toronto-Dominion Bank, Toronto, Canada                                                                                 | ngân hàng                            | $8.500.000.000                 | [ 32 ]            |
| 4 tháng 11 năm 2008            | Scarborough Building Society                 | Skipton Building Society                                                                                               | góp vốn mua nhà                      |                                | [ 33 ]            |
| 10 tháng 1 năm 2009            | IndyMac Federal Bank                         | IMB Management Holdings                                                                                                | quỹ tín dụng                         | $13.900.000.000                | [ 34 ]            |
| 15 tháng 1 năm 2009            | Anglo Irish Bank                             | Chính phủ Ireland | ngân hàng                            |                                | [ 35 ]            |
| 9 tháng 3 năm 2009             | Straumur Investment Bank                     | Cơ quan Giám sát Tài chính Iceland                                                                                     | ngân hàng đầu tư                     |                                | [ 36 ]            |
| 9 tháng 3 năm 2009             | Dunfermline Building Society                 | Ngân hàng Anh (phần các khoản cho vay nhà ở xã hội) Nationwide Building Society                                        | Góp vốn mua nhà                      |                                | [ 37 ]            |
| 29 tháng 3 năm 2009            | Caja de Ahorros Castilla La Mancha           | Banco de España | quỹ tín dụng                         | €9.000.000.000                 | [ 38 ]            |

## Phá sản

### Hoa Kỳ
Sau đây là các tổ chức tài chính của Hoa Kỳ bị phá sản hoặc đóng cửa. Ngoài ra còn hàng loạt liên minh tín dụng bị National Credit Union Administration phát mãi, quản lý hoặc đem bán lại.
| Ngày                 | Tổ chức phá sản                                                                             | Tổ chức mua lại tài sản phát mãi                                                                    | Loại hình kinh doanh của tổ chức phá sản | Tham khảo        |
| -------------------- | ------------------------------------------------------------------------------------------- | --------------------------------------------------------------------------------------------------- | ---------------------------------------- | ---------------- |
| 2 tháng 2 năm 2007   | Metropolitan Savings Bank, Pittsburgh, Pennsylvania                                         | Allegheny Valley Bank, Pittsburgh, Pennsylvania; FDIC                                               |                                          | [ 39 ]           |
| 28 tháng 9 năm 2007  | NetBank, Alpharetta, Georgia                                                                | ING Direct, Wilmington, Delaware; FDIC                                                              | Ngân hàng bán lẻ và cho vay thế chấp     | [ 40 ] [ 41 ]    |
| 4 tháng 10 năm 2007  | Miami Valley Bank, Lakeview, Ohio                                                           | Citizens Banking Corp, Sandusky, Ohio; FDIC                                                         |                                          | 3 total in 2007  |
| 25 tháng 1 năm 2008  | Douglass National Bank, Kansas City, Missouri                                               | Liberty Bank and Trust Company, New Orleans, Louisiana; FDIC                                        |                                          | [ 44 ]           |
| 7 tháng 3 năm 2008   | Hume Bank, Hume, Missouri                                                                   | Security Bank, Rich Hill, Missouri; FDIC                                                            |                                          | [ 45 ]           |
| 9 tháng 5 năm 2008   | ANB Financial, Bentonville, Arkansas                                                        | Pulaski Bank and Trust Company, Little Rock, Arkansas; FDIC                                         |                                          | [ 46 ]           |
| 30 tháng 5 năm 2008  | First Integrity Bank, Staples, Minnesota                                                    | First International Bank and Trust, Thành phố Watford, Bắc Dakota; FDIC                             |                                          | [ 47 ]           |
| 11 tháng 7 năm 2008  | IndyMac Bank, Pasadena, California                                                          | IndyMac Federal Bank, an 'interim' bank set up for disposal of assets; FDIC                         | Quỹ tiết kiệm                            | [ 48 ]           |
| 25 tháng 7 năm 2008  | First National Bank of Nevada, Reno, Nevada; First Heritage Bank, Newport Beach, California | Mutual of Omaha, Omaha, Nebraska; FDIC                                                              |                                          | [ 49 ]           |
| 1 tháng 8 năm 2008   | First Priority Bank, Bradenton, Florida                                                     | SunTrust Bank, Atlanta, Georgia; FDIC                                                               |                                          | [ 50 ]           |
| 22 tháng 8 năm 2008  | The Columbian Bank and Trust Company, Topeka, Kansas                                        | Citizens Bank & Trust, Chillicothe, Missouri; FDIC                                                  |                                          | [ 51 ]           |
| 29 tháng 8 năm 2008  | Integrity Bank, Alpharetta, Georgia                                                         | Regions Bank, Birmingham, Alabama; FDIC                                                             |                                          | [ 52 ]           |
| 5 tháng 9 năm 2008   | Silver State Bank, Henderson, Nevada                                                        | Nevada State Bank, Las Vegas, Nevada; National Bank of Arizona; FDIC                                |                                          | [ 53 ]           |
| 15 tháng 9 năm 2008  | Lehman Brothers, New York City, New York                                                    | (filed for Chapter 11 bankruptcy protection)                                                        | Investment bank                          | [ 54 ]           |
| 19 tháng 9 năm 2008  | AmeriBank, Northfork, Tây Virginia                                                          | Pioneer Community Bank, Iaeger, West Virginia; The Citizen's Saving Bank, Martins Ferry, Ohio; FDIC | Quỹ tiết kiệm                            | [ 55 ]           |
| 25 tháng 9 năm 2008  | Washington Mutual, Seattle, Washington                                                      | JPMorgan Chase; FDIC                                                                                | Quỹ tiết kiệm                            | [ 56 ]           |
| 10 tháng 10 năm 2008 | Main Street Bank, Northville, Michigan                                                      | Monroe Bank & Trust, Monroe, Michigan; FDIC                                                         | Ngân hàng thương mại                     | [ 57 ]           |
| 10 tháng 10 năm 2008 | Meridian Bank, Eldred, Illinois                                                             | National Bank, Hillsboro, Illinois; FDIC                                                            | Ngân hàng thương mại                     | [ 58 ]           |
| 24 tháng 10 năm 2008 | Alpha Bank & Trust, Alpharetta, Georgia                                                     | Stearns Bank, National Association, St. Cloud, Minnesota; FDIC                                      | Ngân hàng thương mại                     | [ 59 ]           |
| 31 tháng 10 năm 2008 | Freedom Bank, Bradenton, Florida                                                            | Fifth Third Bank, Cincinnati; FDIC                                                                  | Ngân hàng thương mại                     | [ 60 ]           |
| 7 tháng 11 năm 2008  | Franklin Bank, S.S.B, Houston, Texas                                                        | Prosperity Bank, El Campo, Texas; FDIC                                                              | Quỹ tiết kiệm                            | [ 61 ]           |
| 7 tháng 11 năm 2008  | Security Pacific Bank, Los Angeles, California                                              | Pacific Western Bank, Los Angeles, California; FDIC                                                 | Ngân hàng thương mại                     | [ 62 ]           |
| 21 tháng 11 năm 2008 | The Community Bank, Loganville, Georgia                                                     | Bank of Essex, Tappahannock, Virginia; FDIC                                                         | Ngân hàng thương mại                     | [ 63 ]           |
| 21 tháng 11 năm 2008 | Downey Savings and Loan, Newport Beach, California                                          | U.S. Bank, Minneapolis, Minnesota; FDIC                                                             | Quỹ tiết kiệm                            | [ 64 ]           |
| 21 tháng 11 năm 2008 | PFF Bank and Trust, Pomona, California                                                      | U.S. Bank, Minneapolis, Minnesota; FDIC                                                             | Quỹ tiết kiệm                            | [ 64 ]           |
| 5 tháng 12 năm 2008  | First Georgia Community Bank, Jackson, Georgia                                              | United Bank, Zebulon, Georgia; FDIC                                                                 | Ngân hàng thương mại                     | [ 65 ]           |
| 12 tháng 12 năm 2008 | Haven Trust Bank, Duluth, Georgia                                                           | BB&T Company, Winston-Salem, Bắc Carolina; FDIC                                                     | Ngân hàng thương mại                     | [ 66 ]           |
| 12 tháng 12 năm 2008 | Sanderson State Bank, Sanderson, Texas                                                      | The Pecos County State Bank, Fort Stockton, Texas; FDIC                                             | Ngân hàng thương mại                     | 25 total in 2008 |
| 16 tháng 1 năm 2009  | National Bank of Commerce, Berkeley, Illinois                                               | Republic Bank of Chicago, Oak Brook, Illinois; FDIC                                                 | Ngân hàng thương mại                     | [ 68 ]           |
| 16 tháng 1 năm 2009  | Bank of Clark County, Vancouver, Washington                                                 | Umpqua Bank, Roseburg, Oregon; FDIC                                                                 | Ngân hàng thương mại                     | [ 69 ]           |
| 23 tháng 1 năm 2009  | 1st Centennial Bank, Redlands, California                                                   | First California Bank, Westlake Village, California; FDIC                                           | Ngân hàng thương mại                     | [ 70 ]           |
| 30 tháng 1 năm 2009  | MagnetBank, Salt Lake City, Utah                                                            | FDIC.                                                                                               | Ngân hàng thương mại                     | [ 71 ]           |
| 30 tháng 1 năm 2009  | Suburban Federal Savings Bank, Crofton, Maryland                                            | Bank of Essex, Tappahannock, Virginia; FDIC                                                         | Quỹ tiết kiệm                            | [ 72 ]           |
| 30 tháng 1 năm 2009  | Ocala National Bank, Ocala, Florida                                                         | CenterState Bank of Florida, Winter Haven, Florida; FDIC                                            | Ngân hàng thương mại                     | [ 73 ]           |
| 6 tháng 2 năm 2009   | FirstBank Financial Services, McDonough, Georgia                                            | Regions Bank, Birmingham, Alabama; FDIC                                                             |                                          | [ 74 ]           |
| 6 tháng 2 năm 2009   | Alliance Bank, Culver City, California                                                      | California Bank & Trust, San Diego, California; FDIC                                                | Ngân hàng thương mại                     | [ 75 ]           |
| 6 tháng 2 năm 2009   | County Bank, Merced, California                                                             | Westamerica Bank, San Rafael, California; FDIC                                                      | Ngân hàng thương mại                     | [ 76 ]           |
| 13 tháng 2 năm 2009  | Sherman County Bank, Loup City, Nebraska                                                    | Heritage Bank, Wood River, Nebraska; FDIC                                                           | Ngân hàng thương mại                     | [ 77 ]           |
| 13 tháng 2 năm 2009  | Riverside Bank of the Gulf Coast, Cape Coral, Florida                                       | TIB Bank, Naples, Florida; FDIC                                                                     | Ngân hàng thương mại                     | [ 78 ]           |
| 13 tháng 2 năm 2009  | Corn Belt Bank and Trust Company, Pittsfield, Illinois                                      | The Carlinville National Bank, Carlinville, Illinois; FDIC                                          | Ngân hàng thương mại                     | [ 79 ]           |
| 13 tháng 2 năm 2009  | Pinnacle Bank, Beaverton, Oregon                                                            | Washington Trust Bank, Spokane, Washington; FDIC                                                    | Ngân hàng thương mại                     | [ 80 ]           |
| 20 tháng 2 năm 2009  | Silver Falls Bank, Silverton, Oregon                                                        | Citizens Bank, Corvallis, Oregon; FDIC                                                              | Ngân hàng thương mại                     | [ 81 ]           |
| 27 tháng 2 năm 2009  | Heritage Community Bank, Glenwood, Illinois                                                 | MB Financial Bank, N.A., Chicago Illinois; FDIC                                                     | Ngân hàng thương mại                     | [ 82 ]           |
| 27 tháng 2 năm 2009  | Security Savings Bank, Henderson, Nevada                                                    | Bank of Nevada, Las Vegas, Nevada; FDIC                                                             | Ngân hàng thương mại                     | [ 83 ]           |
| 6 tháng 3 năm 2009   | Freedom Bank of Georgia, Commerce, Georgia                                                  | Northeast Georgia Bank, Lavonia, Georgia; FDIC                                                      | Ngân hàng thương mại                     | [ 84 ]           |
| 20 tháng 3 năm 2009  | FirstCity Bank, Stockbridge, Georgia                                                        | FDIC.                                                                                               | Ngân hàng thương mại                     | [ 85 ]           |
| 20 tháng 3 năm 2009  | Colorado National Bank, Colorado Springs, Colorado                                          | Herring Bank, Amarillo, Texas; FDIC                                                                 | Ngân hàng thương mại                     | [ 86 ]           |
| 20 tháng 3 năm 2009  | TeamBank, Paola, Kansas                                                                     | Great Southern Bank, Springfield, Missouri; FDIC                                                    | Ngân hàng thương mại                     | [ 87 ]           |
| 27 tháng 3 năm 2009  | Omni National Bank, Atlanta, Georgia                                                        | SunTrust Banks, Atlanta, Georgia; FDIC                                                              | Ngân hàng thương mại                     | [ 88 ]           |
| 10 tháng 4 năm 2009  | Cape Fear Bank, Wilmington, Bắc Carolina                                                    | First Federal Savings and Loan Association of Charleston, Charleston, Nam Carolina; FDIC            | Ngân hàng thương mại                     | [ 89 ]           |
| 10 tháng 4 năm 2009  | New Frontier Bank, Greeley, Colorado                                                        | Deposit Insurance National Bank of Greeley (interim bank created by FDIC), Greeley, Colordado       | Ngân hàng thương mại                     | [ 90 ]           |
| 17 tháng 4 năm 2009  | American Sterling Bank, Sugar Creek, Missouri                                               | Metcalf Bank, Lee's Summit, Missouri; FDIC                                                          | Ngân hàng thương mại                     | [ 91 ]           |
| 17 tháng 4 năm 2009  | Great Basin Bank of Nevada, Elko, Nevada                                                    | Nevada State Bank, Las Vegas, Nevada; FDIC                                                          | Ngân hàng thương mại                     | [ 92 ]           |
| 24 tháng 4 năm 2009  | American Southern Bank, Kennesaw, Georgia                                                   | Bank of North Georgia, Alpharetta, Georgia; FDIC                                                    | Ngân hàng thương mại                     | [ 93 ]           |
| 24 tháng 4 năm 2009  | Michigan Heritage Bank, Farmington Hills, Michigan                                          | Level One Bank, Farmington Hills, Michigan; FDIC                                                    | Ngân hàng thương mại                     | [ 94 ]           |
| 24 tháng 4 năm 2009  | First Bank of Beverly Hills, Calabasas, California                                          | closed; FDIC                                                                                        | Ngân hàng thương mại                     | [ 95 ]           |
| 24 tháng 4 năm 2009  | First Bank of Idaho, FSB, Ketchum, Idaho                                                    | U.S. Bank, Minneapolis, Minnesota; FDIC                                                             | Ngân hàng thương mại                     | [ 96 ]           |
| 1 tháng 5 năm 2009   | Silverton Bank, NA, Atlanta, Georgia                                                        | Silverton Bridge Bank, NA, Atlanta, Georgia; FDIC                                                   | non-retail, bank to banks                | [ 97 ]           |
| 1 tháng 5 năm 2009   | Citizens Community Bank, Ridgewood, New Jersey                                              | North Jersey Community Bank, Englewood Cliffs, New Jersey; FDIC                                     | Ngân hàng thương mại                     | [ 98 ]           |
| 1 tháng 5 năm 2009   | America West Bank, Layton, Utah                                                             | Cache Valley Bank, Logan, Utah; FDIC                                                                | Ngân hàng thương mại                     | [ 99 ]           |
| 8 tháng 5 năm 2009   | Westsound Bank, Bremerton, Washington                                                       | Kitsap Bank, Port Orchard, Washington; FDIC                                                         | Ngân hàng thương mại                     | [ 100 ]          |
| 21 tháng 5 năm 2009  | BankUnited, FSB, Coral Gables, Florida                                                      | BankUnited, Coral Gables, Florida; FDIC                                                             | Quỹ tiết kiệm                            | [ 101 ]          |
| 22 tháng 5 năm 2009  | Strategic Capital Bank, Champaign, Illinois                                                 | Midland States Bank, Effingham, IL; FDIC                                                            | Ngân hàng thương mại                     | [ 102 ]          |
| 22 tháng 5 năm 2009  | Citizens National Bank, Macomb, Illinois                                                    | Morton Community Bank, Morton, Illinois; FDIC                                                       | Ngân hàng thương mại                     | [ 103 ]          |
| 5 tháng 6 năm 2009   | Bank of Lincolnwood, Lincolnwood, Illinois                                                  | Republic Bank of Chicago, Oak Brook, Illinois; FDIC                                                 | Ngân hàng thương mại                     | [ 104 ]          |
| 19 tháng 6 năm 2009  | Southern Community Bank, Fayetteville, Georgia                                              | FDIC                                                                                                | Ngân hàng thương mại                     | [ 105 ]          |
| 19 tháng 6 năm 2009  | Cooperative Bank, Wilmington, Bắc Carolina                                                  | FDIC                                                                                                | Ngân hàng thương mại                     | [ 105 ]          |
| 19 tháng 6 năm 2009  | First National Bank of Anthory, Anthony, Kansas                                             | FDIC                                                                                                | Ngân hàng thương mại                     | [ 105 ]          |
| 26 tháng 6 năm 2009  | Community Bank of West Georgia, Villa Rica, Georgia                                         | FDIC                                                                                                | Ngân hàng thương mại                     | [ 106 ]          |
| 26 tháng 6 năm 2009  | Neighborhood Community Bank, Newnan, Georgia                                                | FDIC                                                                                                | Ngân hàng thương mại                     | [ 106 ]          |
| 26 tháng 6 năm 2009  | Bank of Horizon Bank, Pine City, Minnesota                                                  | FDIC                                                                                                | Ngân hàng thương mại                     | [ 106 ]          |
| 26 tháng 6 năm 2009  | Metro Pacific Bank, Irvine, California                                                      | FDIC                                                                                                | Ngân hàng thương mại                     | [ 106 ]          |
| 26 tháng 6 năm 2009  | Mirae Bank, Los Angeles, California                                                         | FDIC                                                                                                | Ngân hàng thương mại                     | [ 106 ]          |
| 2 tháng 7 năm 2009   | John Warner Bank, Clinton, Illinois                                                         | FDIC                                                                                                | Ngân hàng thương mại                     | [ 107 ]          |
| 2 tháng 7 năm 2009   | First State Bank of Winchester, Winchester, Illinois                                        | FDIC                                                                                                | Ngân hàng thương mại                     | [ 107 ]          |
| 2 tháng 7 năm 2009   | Rock River Bank, Oregon, Illinois                                                           | FDIC                                                                                                | Ngân hàng thương mại                     | [ 107 ]          |
| 2 tháng 7 năm 2009   | Elizabeth State Bank, Elizabeth, Illinois                                                   | FDIC                                                                                                | Ngân hàng thương mại                     | [ 107 ]          |
| 2 tháng 7 năm 2009   | First National Bank of Danville, Danville, Illinois                                         | FDIC                                                                                                | Ngân hàng thương mại                     | [ 107 ]          |
| 2 tháng 7 năm 2009   | Millennium State Bank of Texas, Dallas, Texas                                               | FDIC                                                                                                | Ngân hàng thương mại                     | [ 107 ]          |
| 2 tháng 7 năm 2009   | Founders Bank, Worth, Illinois                                                              | FDIC                                                                                                | Ngân hàng thương mại                     | [ 107 ]          |
| 10 tháng 7 năm 2009  | Bank of Wyomoing, Thermopolis, Wyoming                                                      | FDIC                                                                                                | Ngân hàng thương mại                     | [ 108 ]          |
| 17 tháng 7 năm 2009  | First Piedmont Bank, Winder, Georgia                                                        | FDIC                                                                                                | Ngân hàng thương mại                     | [ 109 ]          |
| 17 tháng 7 năm 2009  | Bank First, Sioux Falls, Nam Dakota                                                         | FDIC                                                                                                | Ngân hàng thương mại                     | [ 109 ]          |
| 17 tháng 7 năm 2009  | Vineyard Bank, Rancho Cucamonga, California                                                 | FDIC                                                                                                | Ngân hàng thương mại                     | [ 109 ]          |
| 17 tháng 7 năm 2009  | Temecula Valley Bank, Temecula, California                                                  | FDIC                                                                                                | Ngân hàng thương mại                     | [ 109 ]          |
| 24 tháng 7 năm 2009  | Waterford Village Bank, Williamsville, New York                                             | FDIC                                                                                                | Ngân hàng thương mại                     | [ 110 ]          |
| 24 tháng 7 năm 2009  | Security Bank of Gwinnett County, Suwanee, Georgia                                          | State Bank and Trust Company, Pinehurst, Georgia; FDIC                                              | Ngân hàng thương mại                     | [ 111 ]          |
| 24 tháng 7 năm 2009  | Security Bank of North Fulton, Alpharetta, Georgia                                          | State Bank and Trust Company, Pinehurst, Georgia; FDIC                                              | Ngân hàng thương mại                     | [ 111 ]          |
| 24 tháng 7 năm 2009  | Security Bank of North Metro, Woodstock, Georgia                                            | State Bank and Trust Company, Pinehurst, Georgia; FDIC                                              | Ngân hàng thương mại                     | [ 111 ]          |
| 24 tháng 7 năm 2009  | Security Bank of Bibb County, Macon, Georgia                                                | State Bank and Trust Company, Pinehurst, Georgia; FDIC                                              | Ngân hàng thương mại                     | [ 111 ]          |
| 24 tháng 7 năm 2009  | Security Bank of Houston County, Perry, Georgia                                             | State Bank and Trust Company, Pinehurst, Georgia; FDIC                                              | Ngân hàng thương mại                     | [ 111 ]          |
| 24 tháng 7 năm 2009  | Security Bank of Jones County, Gray, Georgia                                                | State Bank and Trust Company, Pinehurst, Georgia; FDIC                                              | Ngân hàng thương mại                     | [ 111 ]          |

### Vương quốc Anh
Sau đây là danh sách các tổ chức tài chính của Anh bị phá sản.
| Ngày                | Tổ chức                                                                 | Tài sản và chi nhánh được bán cho                                                                                 | Loại hình                                | Tham khảo |
| ------------------- | ----------------------------------------------------------------------- | --- | ---------------------------------------- | --------- |
| 9 tháng 10 năm 2008 | Icesave (chi nhánh của Landsbanki (Iceland))                            | Bộ Tài chính AnhG                                                                                                 | Ngân hàng tiết kiệm trực tuyến           |           |
| 8 tháng 10 năm 2008 | Kaupthing Singer & Friedlander (chi nhánh của Kaupthing Bank (Iceland)) | placed in administration                                                                                          | Ngân hàng tư nhân và đầu tư doanh nghiệp |           |
| 8 tháng 10 năm 2008 | Heritable Bank (chi nhánh của Landsbanki (Iceland))                     | ING DirectG | Ngân hàng tư nhân                        |           |
| 8 tháng 10 năm 2008 | Kaupthing Edge (chi nhánh của Kaupthing Singer & Friedlander)           | ING DirectH | Ngân hàng tiết kiệm trực tuyến           |           |
| 1 tháng 12 năm 2008 | London Scottish Bank                                                    | placed in administration                                                                                          | Ngân hàng                                | [ 112 ]   |
| 29 tháng 3 năm 2009 | Dunfermline Building Society                                            | non core business (social housing transferred to the Bank of England, core business transferred to the Nationwide | Quỹ góp vốn mua nhà                      | [ 113 ]   |